# Катраница (област Смолян)
 Тази статия е за селото в България.  За селото в Гърция вижте Катраница (дем Еордея).  
Катраница е село в Южна България. То се намира в община Смолян, област Смолян.

## География
Село Катраница се намира в планински район.

## История
Данните за основаването на селото и за неговите основатели са оскъдни. Като време се предполага, че това е станало преди Балканските войни. Възрастни хора си спомнят преминаването на войниците през селото, както и бежанците свързани с тези събития. Основаването се свързва с наличието по това време на борови гори в района и свързаното с тях производство на катран. Предполага се, че така възниква и името Катраница на селото.
Първото училище е открито през 1933. Това твърдение се подкрепя и от документите в училището в с. Боровина, които свидетелстват, че първият ученик от Катраница постъпил там за по-горна степен на образование е през 1943 година.
Селото има свой принос във Втората световна война чрез участвалите в нея войници, включително и на първа бойна линия.
По разкази на хора, които са прокопавали замята в търсене на вода, неведнъж са намирали водоизточник, който вече е бил каптиран, но с технология на отминали времена – с керамични тръби и глина.
Някои от имената на местностите като например: Гергьова вода, Илиев камен, Черквищата говорят за етническо разнообразие на населението, обитавало територията на селото, както и за дълбочината на историческите пластове насложени в района.
В местността Черквищата са открити стари римски гробища и следи от разрушени култови храмове.
Празникът на селото е през първата събота на м. юни.